# Jazz at the Plaza
Jazz At The Plaza è un album live di Miles Davis pubblicato nel 1973.

## Tracce
1. Straight, No Chaser – 11:06
2. My Funny Valentine – 10:20
3. If I Were A Bell – 8:26
4. Oleo – 10:48